# Fontana di piazza Santa Maria Maggiore

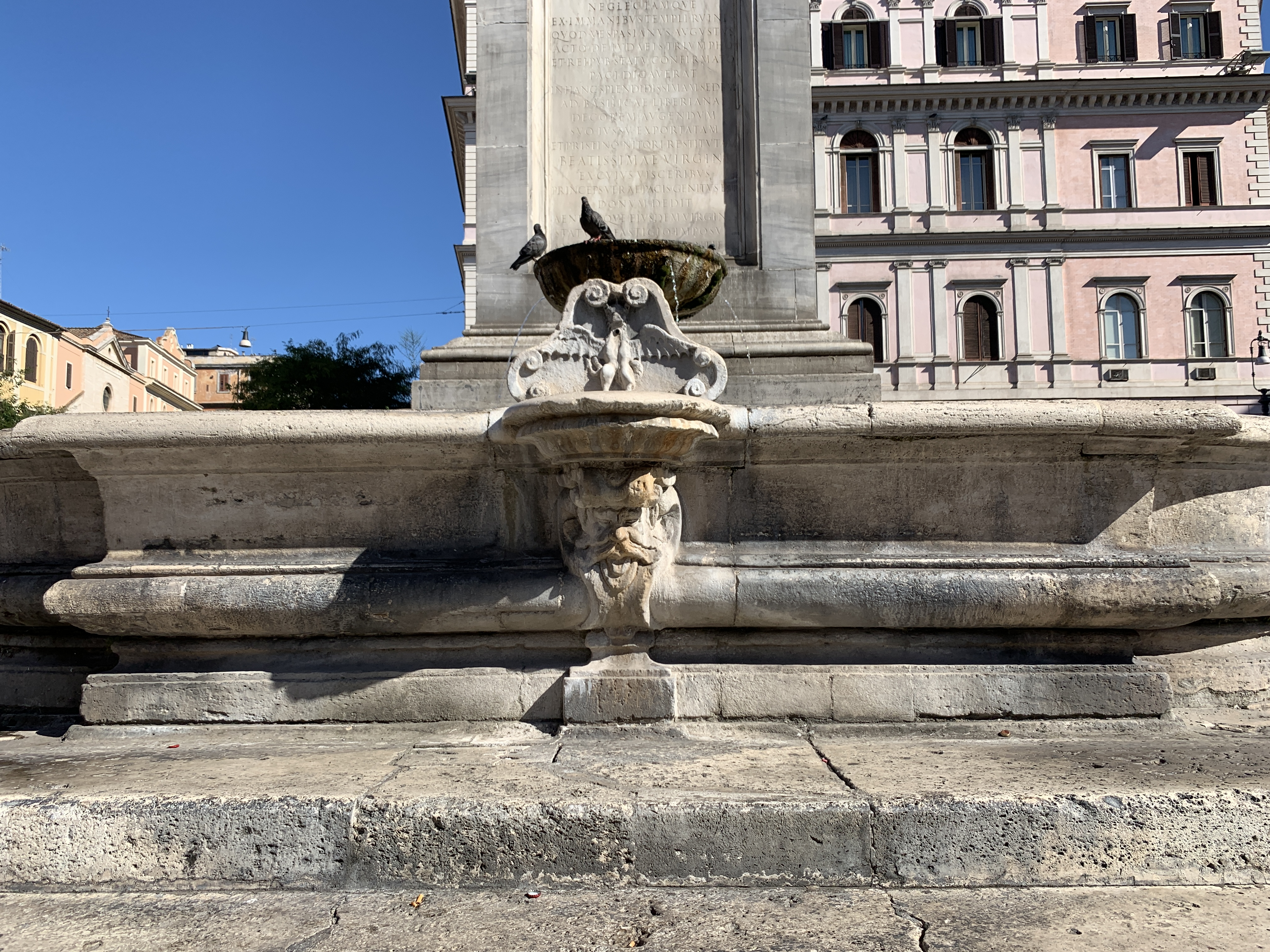
La fontana di piazza Santa Maria Maggiore

La fontana di piazza Santa Maria Maggiore si trova a Roma, ai piedi della colonna eretta nella piazza antistante l'omonima basilica.

## Storia
Nel 1614 Carlo Maderno completò i lavori di innalzamento, al centro della piazza e su un alto basamento, dell'unica colonna superstite dell'antica basilica di Massenzio, che papa Paolo V volle fosse eretta dinanzi alla basilica a sostegno di una statua bronzea della Madonna. La colonna fu detta "colonna della Pace" appunto per la sua provenienza (giacché la Basilica di Massenzio era nota allora come parte del "tempio della Pace").
La realizzazione, nel 1610, del nuovo acquedotto dell'”Acqua Paola” non aveva fatto passare in secondo piano i due costruiti qualche anno prima (l'”Acqua Vergine” nel 1570 e l'“Acqua Felice” nel 1587), e la possibilità di erigere altre fontane sulle loro diramazioni che intanto erano state costruite.

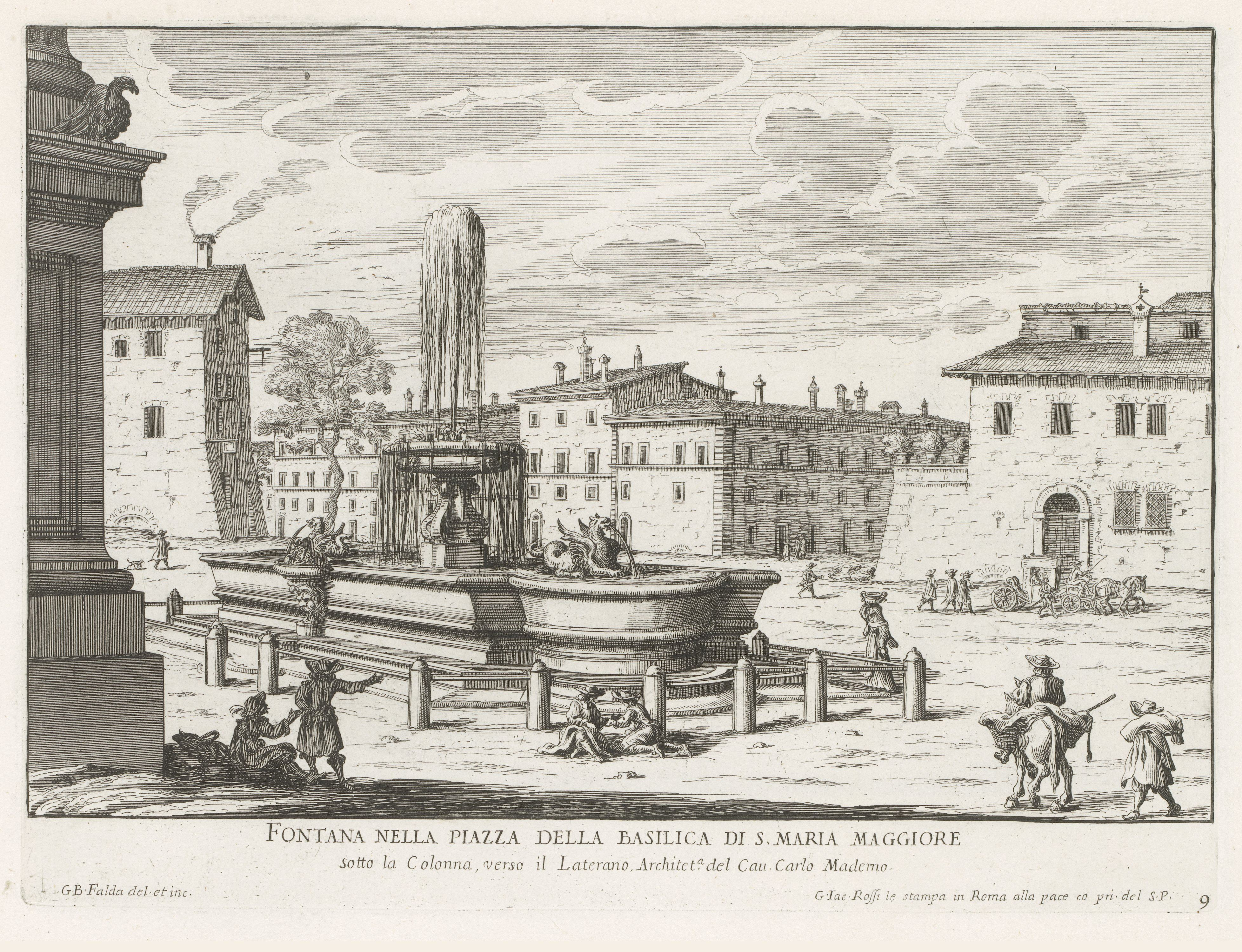
Fontana nella Piazza della Basilica di S. Maria Maggiore, Giovanni Battista Falda

Il Maderno, nel 1615, approfittò dunque di un ramo dell'“Acqua Felice” che passava nei pressi della basilica per costruire, con la collaborazione forse dell'architetto Gaspare De' Vecchi, una fontana ai piedi della colonna, rivolta verso la facciata della basilica stessa.
La vasca principale, in travertino, era di forma rettangolare, ma con due grandi sporgenze a semicerchio sui lati minori. Al centro dei lati maggiori due piccole vasche sporgenti, ornate verso l'esterno da mascheroni. Nei semicerchi più grandi una coppia di draghi scolpiti (o forse un drago ed un'aquila, i simboli araldici del pontefice) gettavano acqua nella vasca. Altri sbocchi d'acqua si trovavano nelle piccole conche laterali, ad opera di una coppia di aquile con ali e coda di drago. Al centro della vasca principale un pilastrino sorreggeva un catino centrale, da cui si innalzava uno zampillo.

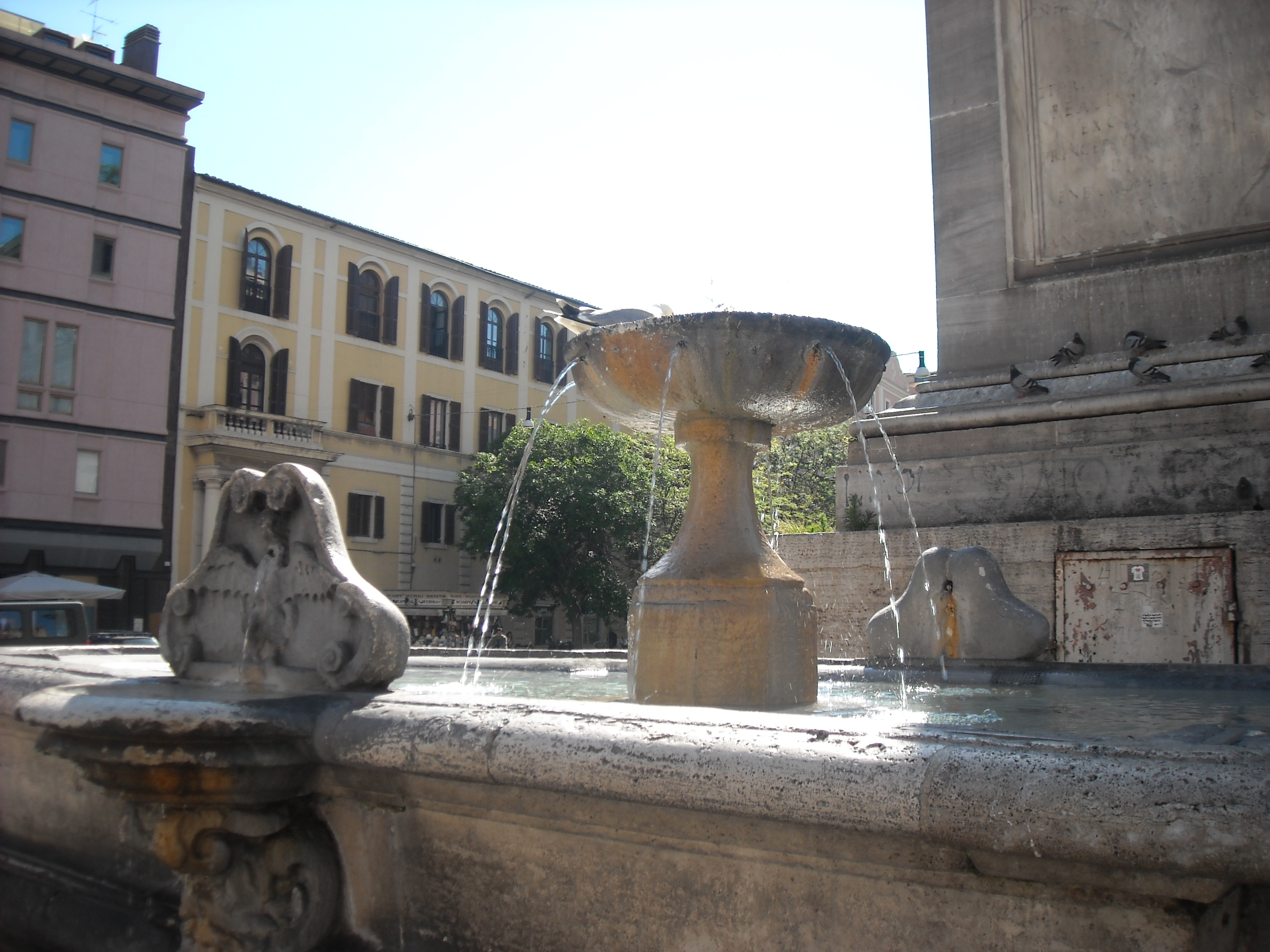
La fontana, ai piedi dell'obelisco

In un periodo imprecisato tra il XVIII e il XIX secolo, forse in occasione di lavori per la sistemazione del livello stradale, la fontana subì una serie di interventi e trasformazioni: la coppia di draghi fu eliminata, e il balaustro ed il catino superiore furono sostituiti con elementi analoghi molto più piccoli e di più scarso valore architettonico. Attualmente si trova su un rialzo di quattro gradini più un alto gradone che la sollevano dal piano stradale di un paio di metri.